# Trjapitzinia
Trjapitzinia is een geslacht van vliesvleugeligen uit de familie Pteromalidae. De wetenschappelijke naam van dit geslacht is voor het eerst geldig gepubliceerd in 1975 door Dzhanokmen.

## Soorten
Het geslacht Trjapitzinia is monotypisch en omvat slechts de volgende soort:
- Trjapitzinia leucomae Dzhanokmen, 1975